# Phenacohelix aurea
Phenacohelix aurea är en snäckart som beskrevs av James Frederick Goulstone 200. Phenacohelix aurea ingår i släktet Phenacohelix och familjen Charopidae. Inga underarter finns listade i Catalogue of Life.